# Путрине (озеро)
Пу́трине — заплавне озеро в Україні, в межах Одеського району Одеської області.
Розташоване в заплаві Дністра, на захід від села Троїцьке. Сполучене двома протоками з дністровським рукавом Турунчуком: західним рукавом (за назвою Прірва) в озеро надходить вода з Турунчака, східним рукавом — вода з озера повертається в Турунчак.
Довжина озера 2 км, ширина 0,7—1,2 км, площа 2 км², глибина до 1 м. Береги низькі, заболочені, зарослі очеретом і кугою озерною. Влітку протока Прірва пересихає, що зумовлює коливання рівня води в озері. Температура води влітку до +26, взимку замерзає. Озеро багате на зоопланктон і фітопланктон. У прибережних заростях — гніздування сірої чаплі, бакланів, качок та інших птахів. З риб водяться короп, лящ, карась, щука та інші.
Внаслідок замулення протоків відбувається поступове заболочення і висихання озера.